# Epimecis anonaria
Epimecis anonaria är en fjärilsart som beskrevs av Felder 1874. Epimecis anonaria ingår i släktet Epimecis och familjen mätare. Inga underarter finns listade i Catalogue of Life.